# Бернардо Вилар
Бернардо Вилар Эстеван Жеронимо (порт. Bernardo Vilar Estevão Jeronimo; род. 12 февраля 1998, Белу-Оризонти) — бразильский футболист, защитник клуба «Шериф».

## Клубная карьера
На молодёжном уровне выступал за клубы «Америка Минейро», «Атлетико Минейро», «Крузейро». В 2018 году перебрался в Европу, где присоединился к хорватскому «Осиеку». Тренировки проводил в основной со второй командой клуба. В следующем году вернулся на родину, где стал игроком «Вотупорангуэнсе». В его составе провёл две игры в кубке Паулиста против «Мирасола» и «Линенсе».
19 февраля 2020 года стал игроком шведского «Вернаму», выступающего в первом дивизионе. 14 июня сыграл свою первую игру за новый клуб в игре первого тура против «Муталы». Бернардо вышел в стартовом составе и на 41-й минуте заработал жёлтую карточку. 21 июня в домашней встрече с «Линдоме» Вилар забил гол, чем принёс своей команде победу. По итогам сезона «Вернаму» занял первую строчку в турнирной таблице и завоевал повышение в классе. 10 апреля 2021 года бразилец сыграл первую игру в Суперэттане, выйдя в стартовом составе во встрече с «Ландскруна». В общей сложности принял участие в 14 матчах и забил один мяч.
11 августа 2021 года перешёл в «Гётеборг», подписав с клубом контракт на три с половиной года. Менее чем через неделю впервые появился на поле в его составе в матче второго раунда кубка Швеции с «Эстерленом». 29 августа Бернардо Вилар дебютировал в чемпионате Швеции, выйдя на игру с «Хеккеном» в стартовом составе. На 52-й минуте встречи был заменён на Себастьяна Эрикссона.

## Клубная статистика
| Выступление      | Выступление      | Выступление      | Лига | Лига | Кубки | Кубки | Конт. кубки | Конт. кубки | Итого | Итого |
| Клуб             | Лига             | Сезон            | Игры | Голы | Игры  | Голы  | Игры        | Голы        | Игры  | Голы  |
| ---------------- | ---------------- | ---------------- | ---- | ---- | ----- | ----- | ----------- | ----------- | ----- | ----- |
| Вернаму          | Дивизион 1       | 2020             | 16   | 2    | 0     | 0     | 0           | 0           | 16    | 2     |
| Вернаму          | Суперэттан       | 2021             | 14   | 1    | 0     | 0     | 0           | 0           | 14    | 1     |
| Вернаму          | Итого            | Итого            | 30   | 3    | 0     | 0     | 0           | 0           | 30    | 3     |
| Гётеборг         | Аллсвенскан      | 2021             | 4    | 0    | 1     | 0     | 0           | 0           | 5     | 0     |
| Гётеборг         | Итого            | Итого            | 4    | 0    | 1     | 0     | 0           | 0           | 5     | 0     |
| Всего за карьеру | Всего за карьеру | Всего за карьеру | 34   | 3    | 1     | 0     | 0           | 0           | 35    | 3     |